# Anna Held
Helene Anna Held, född 19 mars 1872, död 12 augusti 1918, var en polsk-fransk scenartist, skådespelare och sångare, känd för sin karriär på Broadway i USA.

## Biografi
Anna Held föddes i dåvarande ryska Polen som dotter till judiska föräldrar och emigrerade till Paris som barn. Hon debuterade som skådespelare vid Jiddischteatern i Paris och gick sedan vidare till andra teatrar. Hon blev känd för sångnummer som då ansågs vågade och för att visa benen på scen, något som då ansågs mycket suggestivt.
Held upptäcktes under en föreställning i London av den amerikanska Impressarion Florenz Ziegfeld, som blev hennes sambo och gjorde henne till en stjärna i USA. Mellan 1896 och 1910 var hon en av de mest berömda scenartisterna på Broadway, där hon blev känd för sina roller som kokett parisisk sångerska i en lång rad musikaler. Hon beundrades för sin timglasfigur och publiciteten kring sina påstådda excentriska vanor, så som att bada i mjölk varje dag för att vårda sin hy. Hennes stil på scen inspirerade den länge populära revyn Ziegfeld Follies.

## Galleri

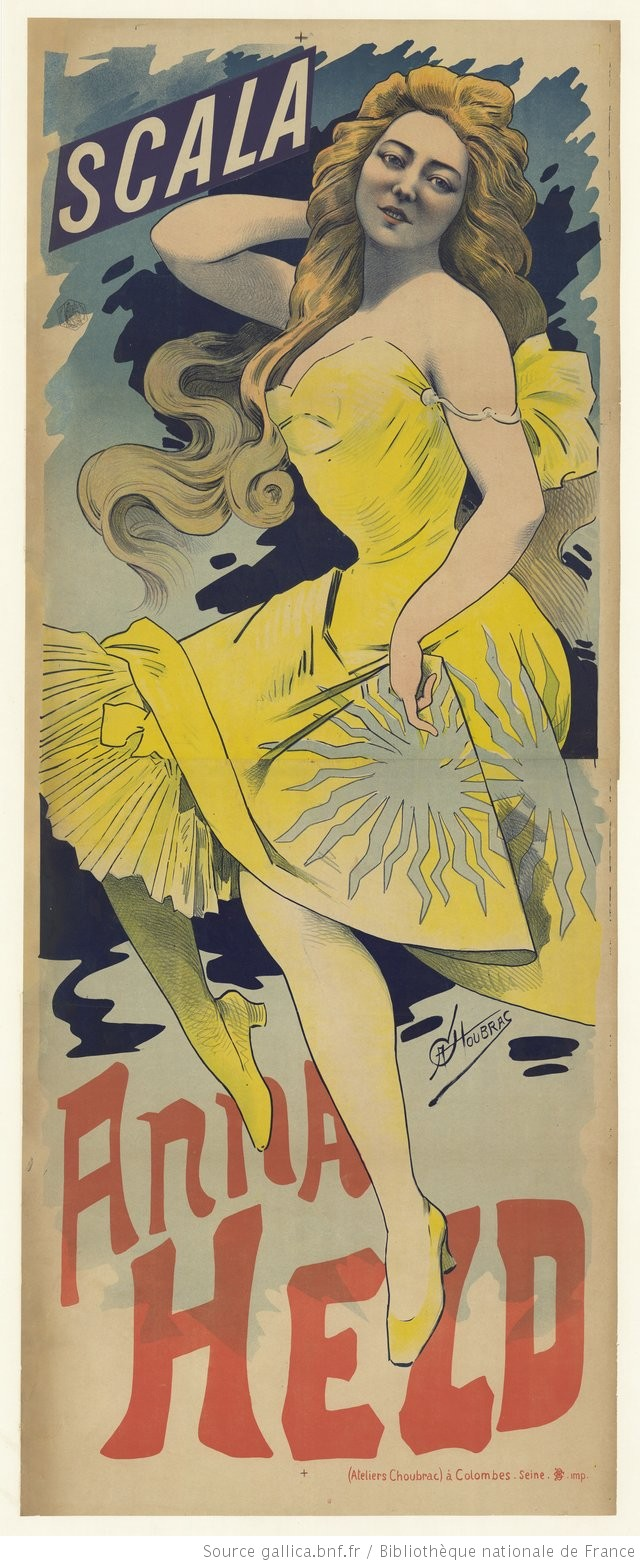
Anna Held Scala Choubrac Alfred